# Draft da NBA de 2005
O NBA 2005 Draft foi realizado no dia 28 de junho de 2005, no teatro do Madison Square Garden em New York. O draft começou às 7:30 pm Eastern Daylight Time (23:30 UTC), e foi transmitido nos Estados Unidos pela ESPN. Dentre os jogadores selecionados no respectivo ano, 49 eram jogadores de colegial e high school e 11 jogadores internacionais de entrada antecipada no draft.  A partir deste ano, não se poderá escolher jogadores que não tenham completado 19 anos antes de 31 de dezembro do ano em questão, e que ao menos tenha pasado um ano desde sua graduação na universidade. Para jogadores internacionais, estes devem haver completado 19 anos no ano do draft.

## Draft
| PG | Armador | SG | Ala-armador | SF | Ala | PF | Ala-pivô | C | Pivô |

| * | Denota jogador que foi escolhido ao menos uma vez para o NBA All-Star Game e All-NBA Team. |
| + | Denota jogador que foi escolhido ao menos uma vez para o NBA All-Star Game.                |
| x | Denota jogador que foi escolhido ao menos uma vez para o All-NBA Team.                     |
| # | Denota jogador que nunca jogou na NBA.                                                     |

| Rodada | Escolha | Jogador                  | Posição  | Nacionalidade                         | Time                                                                            | Universidade/High School/Clube              |
| ------ | ------- | ------------------------ | -------- | ------------------------------------- | ------------------------------------------------------------------------------- | ------------------------------------------- |
| 1      | 1       | Andrew Bogutx            | C/PF     | Austrália                             | Milwaukee Bucks                                                                 | Utah (So.)                                  |
| 1      | 2       | Marvin Williams          | SF/PF    | Estados Unidos                        | Atlanta Hawks                                                                   | North Carolina (Fr.)                        |
| 1      | 3       | Deron Williams*          | PG       | Estados Unidos                        | Utah Jazz (vindo do Portland)[f]                                                | Illinois (Jr.)                              |
| 1      | 4       | Chris Paul*              | PG       | Estados Unidos                        | New Orleans Hornets                                                             | Wake Forest (So.)                           |
| 1      | 5       | Raymond Felton           | PG/SG    | Estados Unidos                        | Charlotte Bobcats                                                               | North Carolina (Jr.)                        |
| 1      | 6       | Martell Webster          | SF       | Estados Unidos                        | Portland Trail Blazers (vindo do Utah)[f]                                       | Seattle Prep. School (Seattle)              |
| 1      | 7       | Charlie Villanueva       | PF       | Estados Unidos · República Dominicana | Toronto Raptors                                                                 | Connecticut (So.)                           |
| 1      | 8       | Channing Frye            | PF/C     | Estados Unidos                        | New York Knicks                                                                 | Arizona (Sr.)                               |
| 1      | 9       | Ike Diogu                | PF       | Estados Unidos · Nigéria              | Golden State Warriors                                                           | Arizona State (Jr.)                         |
| 1      | 10      | Andrew Bynum*            | C        | Estados Unidos                        | Los Angeles Lakers                                                              | St. Joseph HS (Metuchen, New Jersey)        |
| 1      | 11      | Fran Vázquez#            | PF/C     | Espanha                               | Orlando Magic                                                                   | Unicaja Málaga (Spain)                      |
| 1      | 12      | Yaroslav Korolev         | SF       | Rússia                                | Los Angeles Clippers                                                            | CSKA Moscow (Russia)                        |
| 1      | 13      | Sean May                 | PF/C     | Estados Unidos                        | Charlotte Bobcats (vindo do Cleveland via Phoenix)[g]                           | North Carolina (Jr.)                        |
| 1      | 14      | Rashad McCants           | SG       | Estados Unidos                        | Minnesota Timberwolves                                                          | North Carolina (Jr.)                        |
| 1      | 15      | Antoine Wright           | SG/SF    | Estados Unidos                        | New Jersey Nets                                                                 | Texas A&M (Jr.)                             |
| 1      | 16      | Joey Graham              | SF       | Estados Unidos                        | Toronto Raptors (vindo do Philadelphia via Denver e New Jersey)[h]              | Oklahoma State (Sr.)                        |
| 1      | 17      | Danny Granger+           | SF       | Estados Unidos                        | Indiana Pacers                                                                  | New Mexico (Sr.)                            |
| 1      | 18      | Gerald Green             | SG/SF    | Estados Unidos                        | Boston Celtics                                                                  | Gulf Shores Academy (Houston, Texas)        |
| 1      | 19      | Hakim Warrick            | PF       | Estados Unidos                        | Memphis Grizzlies                                                               | Syracuse (Sr.)                              |
| 1      | 20      | Julius Hodge             | SG       | Antígua e Barbuda                     | Denver Nuggets (vindo do Washington via Orlando)[i]                             | NC State (Sr.)                              |
| 1      | 21      | Nate Robinson            | PG       | Estados Unidos                        | Phoenix Suns (vindo do Chicago, negociado com o New York)[j][a]                 | Washington (Jr.)                            |
| 1      | 22      | Jarrett Jack             | PG/SG    | Estados Unidos                        | Denver Nuggets (negociado com o Portland)[b]                                    | Georgia Tech (Jr.)                          |
| 1      | 23      | Francisco García         | SF/SG    | República Dominicana                  | Sacramento Kings                                                                | Louisville (Jr.)                            |
| 1      | 24      | Luther Head              | SG/PG    | Estados Unidos                        | Houston Rockets                                                                 | Illinois (Sr.)                              |
| 1      | 25      | Johan Petro              | C        | França                                | Seattle SuperSonics                                                             | Pau-Orthez (France)                         |
| 1      | 26      | Jason Maxiell            | PF/C     | Estados Unidos                        | Detroit Pistons                                                                 | Cincinnati (Sr.)                            |
| 1      | 27      | Linas Kleiza             | SF/PF    | Lituânia                              | Portland Trail Blazers (vindo do Dallas via Utah, negociado com o Denver)[f][b] | Missouri (So.)                              |
| 1      | 28      | Ian Mahinmi              | C        | França                                | San Antonio Spurs                                                               | Le Havre (France)                           |
| 1      | 29      | Wayne Simien             | PF       | Estados Unidos                        | Miami Heat                                                                      | Kansas (Sr.)                                |
| 1      | 30      | David Lee*               | PF/C     | Estados Unidos                        | New York Knicks (vindo do Phoenix via San Antonio)[k]                           | Florida (Sr.)                               |
| 2      | 31      | Salim Stoudamire         | SG/PG    | Estados Unidos                        | Atlanta Hawks                                                                   | Arizona (Sr.)                               |
| 2      | 32      | Daniel Ewing             | PG/SG    | Estados Unidos                        | Los Angeles Clippers (vindo do Charlotte)[l]                                    | Duke (Sr.)                                  |
| 2      | 33      | Brandon Bass             | PF/C     | Estados Unidos                        | New Orleans Hornets                                                             | LSU (So.)                                   |
| 2      | 34      | C. J. Miles              | SG/SF/PG | Estados Unidos                        | Utah Jazz                                                                       | Skyline HS (Dallas)                         |
| 2      | 35      | Ricky Sánchez#           | PF/C     | Porto Rico                            | Portland Trail Blazers (negociado com o Denver)[b]                              | IMG Academy (Bradenton, Florida)            |
| 2      | 36      | Ersan İlyasova           | PF       | Turquia                               | Milwaukee Bucks                                                                 | Ülkerspor (Turkey)                          |
| 2      | 37      | Ronny Turiaf             | C        | França                                | Los Angeles Lakers (vindo do New York via Atlanta e Charlotte)[m]               | Gonzaga (Sr.)                               |
| 2      | 38      | Travis Diener            | PG       | Estados Unidos · Itália               | Orlando Magic (vindo do Toronto)[n]                                             | Marquette (Sr.)                             |
| 2      | 39      | Von Wafer                | SG/SF    | Estados Unidos                        | Los Angeles Lakers                                                              | Florida State (So.)                         |
| 2      | 40      | Monta Ellis              | SG/PG    | Estados Unidos                        | Golden State Warriors                                                           | Lanier HS (Jackson, Mississippi)            |
| 2      | 41      | Roko Ukić                | PG       | Croácia                               | Toronto Raptors (vindo do Orlando)[n]                                           | KK Split (Croatia)                          |
| 2      | 42      | Chris Taft               | C        | Estados Unidos                        | Golden State Warriors (vindo do L.A. Clippers via New Jersey)[o]                | Pittsburgh (So.)                            |
| 2      | 43      | Mile Ilić                | C        | Sérvia e Montenegro                   | New Jersey Nets                                                                 | KK Reflex (Serbia and Montenegro)           |
| 2      | 44      | Martynas Andriuškevičius | C        | Lituânia                              | Orlando Magic (vindo do Cleveland, negociado com o Cleveland)[p][c]             | Žalgiris Kaunas (Lithuania)                 |
| 2      | 45      | Louis Williams           | PG/SG    | Estados Unidos                        | Philadelphia 76ers                                                              | South Gwinnett HS (Snellville, Georgia)     |
| 2      | 46      | Erazem Lorbek#           | PF       | Eslovênia                             | Indiana Pacers                                                                  | Climamio Bologna (Italy)                    |
| 2      | 47      | Bracey Wright            | SG       | Estados Unidos                        | Minnesota Timberwolves                                                          | Indiana (Jr.)                               |
| 2      | 48      | Mickaël Gelabale         | SF/SG    | França                                | Seattle SuperSonics (vindo do Memphis)[q]                                       | Real Madrid (Spain)                         |
| 2      | 49      | Andray Blatche           | PF/C     | Estados Unidos · Filipinas            | Washington Wizards                                                              | South Kent School (South Kent, Connecticut) |
| 2      | 50      | Ryan Gomes               | SF/PF    | Estados Unidos                        | Boston Celtics                                                                  | Providence (Sr.)                            |
| 2      | 51      | Robert Whaley            | C        | Estados Unidos                        | Utah Jazz (vindo do Chicago via Houston)[r]                                     | Walsh (Sr.)                                 |
| 2      | 52      | Axel Hervelle#           | SF/PF    | Bélgica                               | Denver Nuggets                                                                  | Real Madrid (Spain)                         |
| 2      | 53      | Orien Greene             | SG/PG    | Estados Unidos                        | Boston Celtics (vindo do Sacramento)[s]                                         | Louisiana-Lafayette (Sr.)                   |
| 2      | 54      | Dijon Thompson           | SG/SF    | Estados Unidos                        | New York Knicks (vindo do Houston, negociado com o Phoenix)[t][a]               | UCLA (Sr.)                                  |
| 2      | 55      | Lawrence Roberts         | C/PF     | Estados Unidos                        | Seattle SuperSonics (negociado com o Memphis)[d]                                | Mississippi State (Sr.)                     |
| 2      | 56      | Amir Johnson             | PF/SF    | Estados Unidos                        | Detroit Pistons                                                                 | Westchester HS (Los Angeles)                |
| 2      | 57      | Marcin Gortat            | C/PF     | Polônia                               | Phoenix Suns (vindo do Dallas via New Orleans, negociado com o Orlando)[u][e]   | RheinEnergie Köln (Germany)                 |
| 2      | 58      | Uroš Slokar              | C        | Eslovênia                             | Toronto Raptors (vindo do Miami)[v]                                             | Snaidero Udine (Italy)                      |
| 2      | 59      | Cenk Akyol#              | SG/SF    | Turquia                               | Atlanta Hawks (vindo do San Antonio)[w]                                         | Efes Pilsen (Turkey)                        |
| 2      | 60      | Alex Acker               | SG       | Estados Unidos                        | Detroit Pistons (vindo do Phoenix via Utah e Philadelphia)                      | Pepperdine (Jr.)                            |

1. ↑  Indica seleção nacional do jogador ou seleção representativa. Se um jogador nunca competiu a nível internacional, então a nacionalidade indica a seleção nacional que o jogador é elegível para representar de acordo com as regras da FIBA.

## Negociações envolvendo escolhas de draft

### No dia do draft
As seguintes transações envolvendo jogadores draftados, ocorreram no dia do draft:
- a  New York Knicks adquiriu os direitos da 21ª escolha Nate Robinson, Quentin Richardson e considerações em dinheiro do Phoenix Suns em troca dos direitos da 54ª escolha Dijon Thompson e Kurt Thomas.[2]
- b  Portland Trail Blazers adquiriu os direitos da 22ª escolha Jarrett Jack do Denver Nuggets em troca dos direitos da 27ª escolha Linas Kleiza e dos direitos da 35ª escolha Ricky Sanchez.[3]
- c  Cleveland Cavaliers adquiriu os direitos da 44ª escolha Martynas Andriuškevičius vinda do Orlando Magic em troca por uma escolha de segunda rodada do draft de 2006.[4]
- d  Memphis Grizzlies adquiriu os direitos da 55ª escolha Lawrence Roberts vinda do Seattle SuperSonics em troca por escolhas de segunda rodada dos drafts de 2006 e 2007 e considerações em dinheiro.[5]
- e  Orlando Magic adquiriu os direitos da 57ª escolha Marcin Gortat vinda do Phoenix Suns em troca por considerações em dinheiro.[6]

### Pré-Draft
Antes do draft, ocorreram as seguintes trocas de escolhas entre as equipes:
- f  Horas antes do início do draft, o Utah Jazz adquiriu a 3ª escolha vinda do Portland Trail Blazers em troca da 6ª escolha, da 27ª escolha e de uma escolha de primeira rodada do draft de 2006.[7] Anteriormente, o Utah adquiriu uma escolha de primeira rodada do draft de 2005, em 24 de junho de 2004 vinda do Dallas Mavericks em troca dos direitos de Pavel Podkolzine.[8] O Utah usou a 3ª escolha para draftar Deron Williams e o Portland usou as 6ª e 27ª escolhas para draftar Martell Webster e Linas Kleiza respectivamente.
- g  Em 22 de junho de 2004, o Charlotte Bobcats adquiriu a escolha de primeira rodada do Cleveland vinda do Phoenix Suns em troca de um acordo para selecionar Jahidi Branco no draft de Expansão de 2004.[9] Anteriormente, o Phoenix adquiriu uma escolha de primeira rodada do Cleveland em 01 de outubro de 1997, em um comércio envolvendo três equipes, as duas anteriores e o Denver Nuggets. O Charlotte usou a 13ª escolha para draftar Sean May.
- h  Em 17 de dezembro de 2004, o Toronto Raptors adquiriu a escolha de primeiro round do draft de 2005 do Philadelphia 76ers e uma escolha de primeiro round do draft de 2006 do Denver Nuggets, Alonzo Mourning, Eric Williams, Aaron Williams do New Jersey Nets em troca de Vince Carter.[10] Anteriormente o New Jersey Nets adquiriu as escolhas de primeiro round do draft de 2005 do Philadelphia 76ers, de 2006 do Los Angeles Clippers e do Denver Nuggets, em 15 de julho de 2004 em troca de Kenyon Martin.[11] Anteriormente, o Denver Nuggets adquiriu uma escolha de primeiro round do draft de 2005, Mark Bryant e Art Long do Philadelphia 76ers em um comércio de três equipes com o Philadelphia 76ers e o Houston Rockets em 18 de dezembro de 2002.[12] O Toronto Raptors usou a 16ª escolha para draftar Joey Graham.
- i  Em 24 de junho de 2004, o Denver Nuggets adquiriu uma escolha de primeira rodada do Washington Wizards vinda do Orlando Magic em troca dos direitos de Jameer Nelson.[13] Anteriormente, o Orlando Magic adquiriu uma escolha de primeiro round do draft de 2005 e Laron Profit vinda do Washington Wizards em troca por Brendan Haywood, em 1 de agosto de 2001.[14] O Nuggets utilizou a 20ª escolha para draftar Julius Hodge.
- j  Em 24 de junho de 2004, o Phoenix Suns adquiriu uma escolha de primeira rodada do draft de 2005, os direitos de Jackson Vroman and considerações em dinheiro do Chicago Bulls em troca dos direitos de Luol Deng.[15] O Phoenix utilizou a 21ª escolha para draftar Nate Robinson.
- k  Em 25 de fevereiro de 2005, o New York Knicks adquiriu uma escolha de primeira rodada do draft de 2005 do Phoenix Suns, uma escolha de primeira rodada do draft de 2006 do San Antonio Spurs e Malik Rose vindo do San Antonio Spurs em troca por Nazr Mohammed e Jamison Brewer.[16] Anteriormente, o San Antonio adquiriu uma escolha de primeira rodada do draft de 2005 vinda do Phoenix Suns e 23 de junho de 2003 em troca dos direitos de Leandro Barbosa.[17] O Knicks utilizou a 30ª escolha para draftar David Lee.
- l  Em 14 de julho de 2005, o Los Angeles Clippers adquiriu escolhas de segunda rodada dos drafts de 2005 e 2006 vindas do Charlotte Bobcats em troca por Eddie House e Melvin Ely.[18] O L.A. Clippers usou a 32ª escolha para draftar Daniel Ewing.
- m  Em 6 de  dezembro de 2004, o Los Angeles Lakers adquiriu duas escolhas de segunda rodada,uma do draft de 2005 vinda do New York Knicks e uma do draft de 2009 vinda do Charlotte Bobcats em troca por Kareem Rush.[19] Anteriormente, o Charlotte Bobcats adquiriu uma escolha de segunda rodada do New York Knicks em 6 de agosto de 2004 vinda do Atlanta Hawks em troca por Predrag Drobnjak.[20] Anteriormente, o Atlanta Hawks adquiriu uma escolha de segunda rodada do draft de 2005 e Michael Doleac em 15 de fevereiro de 2004 vinda do New York Knicks em um negócio entre três times, com o New York Knicks e o Milwaukee Bucks.[21] O L.A. Lakers usou a 37ª escolha para draftar Ronny Turiaf.
- n  Em 2 de janeiro de 2004, o Orlando Magic exerceu a opção de troca de duas escolhas de segunda rodada do draft de 2005, Mengke Bateer e Remon van de Hare vindos do Toronto Raptors em troca por Robert Archibald.[22] A opção de troca foi exercida, daí o Magic adquiriu uma escolha de segundo round do Raptors e vice-versa. O Magic usou a 38ª escolha para draftar Travis Diener e o Raptors usou a 41ª escolha para draftar Roko Ukić.
- o  Em 14 de fevereiro de 2005, o Golden State Warriors adquiriu as segunda escolhas dos drafts de 2005 do L.A Clippers e do draft de 2007 do Golden State vindas do New Jersey Nets em troca por Clifford Robinson.[23] Antes do Golden State usar a 46ª escolha, o New Jersey adquiriu uma escolha de segunda rodada do draft de 2005 em 29 de julho de 2004 vinda do L.A. Clippers em troca por Kerry Kittles e considerações em dinheiro.[24] O Golden State usou a 42ª escolha para draftar Chris Taft.
- p  Em 23 de julho de 2004, o Orlando adquiriu escolhas de segunda rodada de 2005 e 2007 e os direitos de Tony Battie vindo do Cleveland em troca por Drew Gooden, Steven Hunter e Anderson Varejão.[25] O Houston usou a 44ª escolha para draftar Martynas Andriuškevičius.
- q  Em 24 de junho de 2004, Seattle adquiriu uma escolha de segunda rodada do draft de 2005 e considerações em dinheiro vinda do Memphis em troca pelos direitos de draft de Andre Emmett.[26] O Seattle usou a 48ª escolha para draftar Mickaël Gelabale.
- r  Em 30 de setembro de 2003, o Utah adquiriu uma escolha de primeira rodada do draft de 2004 vinda do Houston, duas escolhas de segunda rodada dos drafts de 2005 e 2006 vindas do Chicago Bulls, Glen Rice e considerações em dinheiro vindas do Houston em troca por John Amaechi e uma escolha de segunda rodada do draft de 2004 vinda do Sacramento Kings.[27] Anteriormente, o Houston adquiriu duas escolhas de segunda rodada de 2005 e 2006 em 28 de setembro de 2000 vindas do Chicago em troca por Bryce Drew. O Utah Jazz usou a 51ª escolha para draftar Robert Whaley.
- s  Em 23 de junho de 2003, o Boston adquiriu a 56ª escolha do draft de 2003 e uma escolha de segunda roda de draft de 2005 vinda do Sacramento em troca pelos direito de draft de Darius Songaila.[28] O Boston usou a 53ª escolha para draftar Orien Greene.
- t  Em 11 de junho de 2003, o New York Knicks adquiriu uma escolha de segunda rodada do draft de 2005 vinda do Houston como parte da contratação de Jeff Van Gundy como treinador do Houston. O New York usou a 54ª escolha para draftar Dijon Thompson.
- u  Em 21 de janeiro de 2005, o Phoenix adquiriu uma escolha de segunda rodada do draft de 2005 vinda do Dallas Mavericks e Jim Jackson vindo do New Orleans Hornets em troca por Casey Jacobsen, Maciej Lampe e Jackson Vroman.[29] Anteriormente, o New Orleans adquiriu uma escolha de segunda rodada do draft de 2005 e Dan Dickau em 3 de dezembro de 2004 vinda do Dallas em troca por Darrell Armstrong.[30] O Phoenix usou a 57ª escolha para draftar Marcin Gortat.
- v  Em 24 de junho de 2004, o Toronto adquiriu uma escolha de segunda rodada do draft de 2005 e os direitos de draft de Pape Sow vindo do Miami em troca pelos direitos de draft de Albert Miralles.[31] O Toronto usou a 58ª escolha para draftar Uroš Slokar.
- w  Em 24 de junho de 2004, o Atlanta adquiriu uma escolha de segunda rodada do draft de 2005 e considerações em dinheiro vindas do San Antonio em troca pelos direitode draft de Viktor Sanikidze.[32] O Atlanta usou a 59ª escolha para draftar Cenk Akyol.